# Babylonsk kalender
Den babylonske kalender var en lunisolarkalender anvendt i Babylonien med år bestående af 12 månemåneder, der hver begyndte, når en ny halvmåne første gang blev set lavt på den vestlige horisont ved solnedgang, plus en interkalationsmåned indsat efter behov ved dekret. Kalenderen er baseret på en sumerisk (Ur III periode) forgænger bevaret i Umma-kalenderen for Shulgi (ca. 21. århundrede f.Kr.).
Den babylonske kalender er den første kalender der kendes.

## Måneder
Året begynder om foråret og er opdelt i 12 måneder. Ordet for "måned" var arḫu. Assyrernes hovedgud tildeles den overskydende interkalationsmåned, hvilket viser, at kalenderen stammer fra babylonisk og ikke senere assyrisk tid.
I løbet af det 6. århundrede f.Kr. hvor Babylonerne holdt jøderne i fangenskab, blev de babylonske månedsnavne overtaget i den hebraiske kalender. I Irak og Levanten bruges den gregorianske solkalender med disse navne, der erstatter de latinske som arabiske navne for romerske måneder. Den assyriske kalender er fx også anvendt i de tyrkiske måneder. Disse var inspireret af den osmanniske Rumi-kalender, selv afledt af den romerske julianske solkalender. På trods af at de blot tilegner sig de babylonske navne, svarer deres måneder ikke til månederne i den hebraiske og babylonske lunisolarkalender.
|        | Månedsnavn                                                             | Præsiderende guddomme | Stjernetegn                                                                        | Ækvivalenter                                                            | Ækvivalenter                   | Ækvivalenter      |
| Jødisk | Månedsnavn                                                             | Præsiderende guddomme | Stjernetegn                                                                        | Levanten og Irak                                                        | Gregoriansk                    |                   |
| ------ | ---------------------------------------------------------------------- | --------------------- | ---------------------------------------------------------------------------------- | ----------------------------------------------------------------------- | ------------------------------ | ----------------- |
| 1      | Araḫ Nisānu - Skabelon:Lang-sux                                        | Bel - 𒀭𒂗              | Agru ( (Vædderen) Aries) - 𒀯𒇽𒂠𒂷                                                    | Nisan נִיסָן                                                              | Naysān نَيْسَان                   | Marts/April       |
| 2      | Araḫ Āru - 𒌚𒄞 'Blomstringmåneden'                                      | Ea - 𒂗𒆠               | Gu ( (Tyren) Taurus) - 𒀯𒄞                                                          | Iyar אִיָּיר                                                               | Ayyār أَيَّار                     | April/Maj         |
| 3      | Araḫ Simanu - 𒌚𒋞                                                       | Sīn - 𒂗𒍪              | Maštaba ((Tvillingerne) Gemini) - 𒀯𒈦𒋰𒁀                                             | Sivan סִיוָן                                                              | Ḥazīrān حَزِيرَان                 | Maj/Juni          |
| 4      | Araḫ Dumuzu - 𒌚𒋗 'Tammuz' måned                                        | Tammuz - 𒀭𒌉𒍣          | Alluttu ((Krebsen) Cancer) - 𒀯𒀠𒇻                                                   | Tammuz תַּמּוּז                                                             | Tammūz تَمُّوز                    | Juni/Juli         |
| 5      | Araḫ Abu - 𒌚𒉈                                                          | Gilgamesh - 𒄑𒂅𒈦       | Nēšu ((Løven) Leo) - 𒀯𒌨                                                            | Ab אָב                                                                   | Āb آب                          | Juli/August       |
| 6      | Araḫ Ulūlu - 𒌚𒆥                                                        | Ishtar - 𒀭𒈹           | Sisinnu ((Jomfruen) Virgo) - 𒀯𒀳                                                    | Elul אֱלוּל                                                               | Aylūl أَيْلُول                    | August/September  |
| 7      | Araḫ Tišritum - 𒌚𒇯 'Begyndelsesmåned' (fx starten af det andet halvår) | Shamash - 𒀭𒌓          | Zibānītu ((Vægten) Libra) - 𒀯𒄑𒂟                                                    | Tishrei תִּשְׁרֵי                                                            | Tishrīn al-Awwal تِشْرِين الْأَوَّل   | September/Oktober |
| 8      | Araḫ Samnu - 𒌚𒀳 'den 8. måned'                                         | Marduk - 𒀭𒀫𒌓          | Zuqaqīpu ((Skorpionen) Scorpio) - 𒀯𒄈𒋰                                              | Cheshvan מַרְחֶשְׁוָן/חֶשְׁוָן                                                    | Tishrīn ath-Thānī تِشْرِين الثَّانِي | Oktober/November  |
| 9      | Araḫ Kislimu - 𒌚𒃶                                                      | Nergal - 𒀭𒄊𒀕𒃲         | Pabilsag ((Skytten) Sagittarius) - 𒀯𒉺𒉋𒊕                                            | Kislev כִּסְלֵו                                                             | Kānūn al-Awwal كَانُون الْأَوَّل     | November/December |
| 10     | Araḫ Ṭebētum - 𒌚𒀊 'Muddermåned'                                        | Papsukkal - 𒀭𒊩𒆠𒋚      | Suḫurmāšu ((Stenbukken) Capricorn) - 𒀯𒋦𒈧𒄩                                          | Tebeth טֵבֵת                                                              | Kānūn ath-Thānī كَانُون الثَّانِي   | December/Januar   |
| 11     | Araḫ Šabaṭu - 𒌚𒊭𒉺𒌅                                                     | Adad - 𒀭𒅎             | Gula ((Vandmanden) Aquarius) - 𒀯𒄖𒆷                                                 | Shebat שְׁבָט                                                              | Shubāṭ شُبَاط                    | Januar/Februar    |
| 12     | Araḫ Addaru / Adār - Skabelon:Lang-sux                                 | Erra - 𒀭𒅕𒊏            | Zibbātu ((Fiskene) Pisces) - 𒀯𒆲𒎌                                                   | Adar אֲדָר (אֲדָר א׳/אֲדָר רִאשׁון hvis der er en interkalationsmåned dette år) | Ādhār آذَار                     | Februar/Marts     |
| 13     | Araḫ Makaruša Addari Araḫ Addaru Arku - 𒌚𒊺𒂕                            | Assur - 𒀭𒀸𒋩           | I det 17. år af 19-årscyklen, blev interkalationsmåneden navngivet Araḫ Ulūlu - 𒌚𒆥 | Adar II אֲדָר ב׳/אֲדָר שֵׁנִי                                                  | Mart (Âzâr)                    |                   |